# Paul Feillet
Pour les articles homonymes, voir Feillet.
Paul Théodore Marie Edouard Feillet né le 4 avril 1857 à Paris et mort le 3 septembre 1903 à Montpellier (Hérault) est un haut fonctionnaire français. Il est un des plus importants gouverneurs de la Nouvelle-Calédonie, par la durée de son mandat, par sa politique de colonisation et les polémiques qu'elle a suscitées.

## Biographie
Fils de l'historien Alphonse Feillet et de Juliette Charrier, Paul Feillet suit un cursus complet d'études de droit puis débute dans la carrière administrative au ministère de l'Intérieur en février 1882 dans le cabinet de René Goblet. En novembre, il est nommé chef de cabinet du préfet de la Seine Eugène Poubelle. Il reste cinq ans à ce poste et s'intéresse de plus en plus à l'actualité coloniale française devenant un membre important de la Société française de colonisation.
Nommé sous-préfet de 1re classe à Dunkerque le 30 décembre 1887, il est transféré pour ordre le 20 juin 1888 à Riom et il entre le 26 du même mois dans l'administration comme directeur de l'Intérieur de la Guadeloupe. Selon Louis Henrique, il donne à ce poste « la preuve de son esprit laborieux et conciliant ». 
Le 31 janvier 1891 il est promu gouverneur de 4e classe de Saint-Pierre-et-Miquelon. Il tente à ce poste d'ouvrir le marché de Saint-Pierre aux produits de l'industrie métropolitaine. 
Nommé gouverneur de la Nouvelle-Calédonie par décret du 21 avril 1894, il prend ses fonctions le 10 juin 1894, jour de son arrivée à Nouméa. Le 1er janvier 1896, il est élevé à la 3e classe.
La ligne directrice de la politique française depuis son arrivée, consiste à favoriser le développement de la colonisation européenne libre sur la Grande Terre. Feuillet s'attache à faire disparaître le bagne et à mettre à la disposition de nouveaux colons des terres enlevées à des tribus kanak dont la population est en diminution depuis de nombreuses années. Un tel programme, qu'il applique avec une cassante autorité, lui vaut de vigoureuses oppositions, notamment celle de la mission mariste qui se pose en protectrice des intérêts des indigènes et celle des grands colons, mineurs et hommes d'affaires qui tirent avantage de la présence du bagne et de l'administration pénitentiaire. Il réussit seulement dans une demi-mesure à susciter un élan significatif de colonisation libre. Anti-catholique, il lève l'interdiction d'exercer des pasteurs protestants en Grande-Terre. 
Après deux retours en métropole (en 1896-97 pour raison de santé, intérim Le Fol ; en 1900 pour l'Exposition universelle, intérims Colardeau puis Telle), Paul Feillet quitte définitivement la colonie le 22 octobre 1902, rappelé à Paris par Gaston Doumergue à la suite d'une campagne de presse virulente contre la politique menée par le gouverneur.
Il meurt à Montpellier le 3 septembre 1903 « des suites de la très grave maladie dont il souffrait depuis de longues années déjà » (La France australe, 12 septembre 1903), alors qu'il est toujours, en titre, gouverneur de la Nouvelle-Calédonie.

## Famille
La famille Feillet est implantée dans le département de l'Orne, à La Haute-Chapelle, au moins depuis le XVIIe siècle, sur les terres de la Braudière et de la Pilaterie, formant deux branches distinctes. Ses membres y ont exercé diverses charges militaires, administratives ou ecclésiastiques. Paul Feillet est en outre le neveu de Paul Challemel-Lacour et un cousin par alliance d'André Michel et de Maurice Leenhardt. 

## Publication
- De l'assistance publique à Paris avec une préface par M. Strauss,... Paris : Berger-Levrault , 1888

## Distinction
- 27 décembre 1889 : chevalier de la Légion d'honneur[6].

### Filmographie
- Le gouverneur Feillet apparaît dans le premier épisode du téléfilm australo-français de Mickaël Offer Terre violente (1998).